# 岡田至
岡田 至（おかだ いたる、1951年または1952年 - ）は、日本の地方公務員。東京都中央卸売市場長として築地市場移転問題にあたり、退任後は、公益財団法人東京都歴史文化財団副理事長を務めた。

## 来歴・人物
埼玉県出身。東北大学法学部を卒業して、1975年東京都庁に入庁する。東京都財務局主計部予算第一課長、東京都港湾局参事（東京テレポートセンター総務部長）、東京都港湾局参事（団体調整担当）、新銀行東京執行役等を経て、2009年から東京都中央卸売市場長を務め、築地市場移転問題にあたり、施設計画の策定や、豊洲市場建設予定地の土壌汚染調査などを進めた。
2011年東京熱供給代表取締役社長就任。退任後は、2016年まで東京都歴史文化財団副理事長を務めた。2017年には東京都議会が百条委員会として設置した豊洲市場移転問題に関する調査特別委員会に出席し、東京ガスとの交渉の経緯などについて証言を行い、判断の妥当性を主張した。

## 栄典
- 2023年11月、令和5年秋の叙勲で瑞宝小綬章を受章[1]